# Športno društvo Partizan
Jugoslovansko Športno društvo Partizan je srbsko društvo, ki ga sestavlja več športnih klubov z enakim imenom.
Športno društvo Partizan je bilo ustanovljeno 4. oktobra 1945, v Beogradu, s polnim imenom Športno društvo Centralnega doma Jugoslovanske vojske Partizan (SD CDNJA Partizan). To ime je nosilo do leta 1953, ko je društvo izgubilo značaj vojaškega društva in se preimenovalo v Jugoslovansko športno društvo Partizan (JSD Partizan). Sčasoma se je v okviru športnega društva osnovalo več klubov, ki so tekmovali v različnih športih. Vedno je bilo prisotno rivalstvo s podobno športno organizacijo, Crveno zvezdo (bila je ustanovljena istega leta kot Partizan, 4. marca, in je še danes njegov velik rival v večini športov).
ŠD Partizan se je zelo kmalu po ustanovitvi razširilo po vsej SFRJ in tako tudi v Slovenijo, kjer je po letu 1952 kot TD Partizan (Telesnovzgojno društvo Partizan) nadomestilo telovadno društvo Sokol. Uveljavilo se je predvsem v gimnastiki, košarki, nogometu, odbojki, namiznemu tenisu in na področju splošne telesne vadbe. Veliko klubov se je po koncu komunističnega režima preimenovalo, vendar lahko v Sloveniji še zmeraj najdemo društva, ki nosijo ime Partizan (ŠD Partizan Renče, DTV Partizan Rimske Toplice, Partizan Vič), vendar niso povezana s ŠD Partizan.
Najbolj poznana kluba v ŠD Partizan sta košarkarski in nogometni.
KK Partizan: nastopajo od prvega jugoslovanskega košarkarskega prvenstva leta 1946. Prvi naslov državnega prvaka so osvojili leta 1976 pod vodstvom trenerja Ranka Žeravice, ki jih je vodil do dveh naslovov prvakov Pokala Radivoja Koraća in še enega naslova državnega prvaka leta 1981. Sledili so še večji uspehi: leta 1987 ponovni naslov prvaka Jugoslavije, leta 1988 tretje mesto v evropskem pokalu, 1989 pokal Radivoja Koraća in pokal Jugoslavije, 1992 pa največji uspeh kluba - naslov evropskih klubskih prvakov.
FK Partizan: nogometni klub je bil dvajset krat prvak Jugoslavije in deset krat zmagovalec pokala. Leta 1966 je postal evropski podprvak, leta 1978 pa je zmagal na srednjeevropskem pokalu. Igralec Momčilo Vukotić je rekorder FK Partizan po številu nastopov (752 tekem), najboljši strelec pa je Stjepan Bobek s 403 goli. V celotni zgodovini FK Partizan je za jugoslovansko reprezentanco nastopilo kar 130 Partizanovih igralcev.